# Aleksandr Smirnow (łyżwiarz figurowy)
Aleksandr Wiktorowicz Smirnow, ros. Александр Викторович Смирнов (ur. 11 października 1984 w Twerze) – rosyjski łyżwiarz figurowy startujący w parach sportowych z Yūko Kawaguchi. Uczestnik igrzysk olimpijskich w Vancouver (2010), dwukrotny brązowy medalista mistrzostw świata (2009, 2010), dwukrotny mistrz Europy (2010, 2015), medalista finału Grand Prix oraz 3-krotny mistrz Rosji (2008–2010). Zakończył karierę amatorską 22 września 2017 r.

## Osiągnięcia

### Z Yūko Kawaguchi
| Zawody                        | 06–07          | 07–08          | 08–09          | 09–10          | 10–11          | 11–12          | 12–13          | 13–14          | 14–15          | 15–16          | 16–17          |                |                |                |                |                |                |
| Międzynarodowe                | Międzynarodowe | Międzynarodowe | Międzynarodowe | Międzynarodowe | Międzynarodowe | Międzynarodowe | Międzynarodowe | Międzynarodowe | Międzynarodowe | Międzynarodowe | Międzynarodowe | Międzynarodowe | Międzynarodowe | Międzynarodowe | Międzynarodowe | Międzynarodowe | Międzynarodowe |
| ----------------------------- | -------------- | -------------- | -------------- | -------------- | -------------- | -------------- | -------------- | -------------- | -------------- | -------------- | -------------- | -------------- | -------------- | -------------- | -------------- | -------------- | -------------- |
| Igrzyska olimpijskie          |                |                |                | 4              |                |                |                |                |                |                |                |                |                |                |                |                |                |
| Mistrzostwa świata            | 6              | 4              | 3              | 3              | 4              | 7              | 6              |                | 5              |                |                |                |                |                |                |                |                |
| Mistrzostwa Europy            |                | 3              | 2              | 1              | 2              | WD             | 5              |                | 1              | WD             |                |                |                |                |                |                |                |
| GP Finał Grand Prix           |                | 5              | 5              | 5              |                | 3              | 6              |                | 6              | 3              |                |                |                |                |                |                |                |
| GP Cup of China               |                |                |                |                |                | 1              | 2              |                |                | 1              | 6              |                |                |                |                |                |                |
| GP NHK Trophy                 |                |                |                | 2              |                | 1              |                | WD             | 2              |                |                |                |                |                |                |                |                |
| GP Rostelecom Cup             | 3              | 3              | 2              | 2              | 1              | 2              |                |                |                | 2              |                |                |                |                |                |                |                |
| GP Skate America              |                |                |                |                |                |                |                |                | 1              |                |                |                |                |                |                |                |                |
| GP Skate Canada International |                | 3              | 1              |                | WD             |                |                | WD             |                |                | 5              |                |                |                |                |                |                |
| GP Trophée Eric Bompard       |                |                |                |                |                |                | 1              |                |                |                |                |                |                |                |                |                |                |
| CS Memoriał Ondreja Nepeli    |                |                |                |                |                |                |                |                |                |                | 2              |                |                |                |                |                |                |
| CS Mordovian Ornament         |                |                |                |                |                |                |                |                |                | 1              |                |                |                |                |                |                |                |
| CS Nebelhorn Trophy           |                |                |                |                |                |                |                |                | 1              |                |                |                |                |                |                |                |                |
| International Cup of Nice     | 1              | 1              | 1              |                |                |                |                |                |                |                |                |                |                |                |                |                |                |
| Krajowe                       |                |                |                |                |                |                |                |                |                |                |                |                |                |                |                |                |                |
| Mistrzostwa Rosji             | WD             | 1              | 1              | 1              | 2              | WD             | 2              |                | 3              | 2              | 5              |                |                |                |                |                |                |
| Zawody drużynowe              |                |                |                |                |                |                |                |                |                |                |                |                |                |                |                |                |                |
| World Team Trophy             |                |                | 5 T 2 P        |                |                |                |                |                | 2 T 3 P        |                |                |                |                |                |                |                |                |

### Z Jekatieriną Wasiljewą
| Zawody                                | 05–06                                 |                                       |                                       |                                       |                                       |                                       |                                       |                                       |                                       |                                       |                                       |                                       |                                       |                                       |                                       |                                       |                                       |                                       |
| Międzynarodowe: Kategorie młodzieżowe | Międzynarodowe: Kategorie młodzieżowe | Międzynarodowe: Kategorie młodzieżowe | Międzynarodowe: Kategorie młodzieżowe | Międzynarodowe: Kategorie młodzieżowe | Międzynarodowe: Kategorie młodzieżowe | Międzynarodowe: Kategorie młodzieżowe | Międzynarodowe: Kategorie młodzieżowe | Międzynarodowe: Kategorie młodzieżowe | Międzynarodowe: Kategorie młodzieżowe | Międzynarodowe: Kategorie młodzieżowe | Międzynarodowe: Kategorie młodzieżowe | Międzynarodowe: Kategorie młodzieżowe | Międzynarodowe: Kategorie młodzieżowe | Międzynarodowe: Kategorie młodzieżowe | Międzynarodowe: Kategorie młodzieżowe | Międzynarodowe: Kategorie młodzieżowe | Międzynarodowe: Kategorie młodzieżowe | Międzynarodowe: Kategorie młodzieżowe |
| ------------------------------------- | ------------------------------------- | ------------------------------------- | ------------------------------------- | ------------------------------------- | ------------------------------------- | ------------------------------------- | ------------------------------------- | ------------------------------------- | ------------------------------------- | ------------------------------------- | ------------------------------------- | ------------------------------------- | ------------------------------------- | ------------------------------------- | ------------------------------------- | ------------------------------------- | ------------------------------------- | ------------------------------------- |
| Mistrzostwa świata juniorów           | 6                                     |                                       |                                       |                                       |                                       |                                       |                                       |                                       |                                       |                                       |                                       |                                       |                                       |                                       |                                       |                                       |                                       |                                       |
| JGP w Polsce                          | 2                                     |                                       |                                       |                                       |                                       |                                       |                                       |                                       |                                       |                                       |                                       |                                       |                                       |                                       |                                       |                                       |                                       |                                       |
| Krajowe                               |                                       |                                       |                                       |                                       |                                       |                                       |                                       |                                       |                                       |                                       |                                       |                                       |                                       |                                       |                                       |                                       |                                       |                                       |
| Mistrzostwa Rosji                     | 6                                     |                                       |                                       |                                       |                                       |                                       |                                       |                                       |                                       |                                       |                                       |                                       |                                       |                                       |                                       |                                       |                                       |                                       |